# 河豚計画
河豚計画（ふぐけいかく）とは、1930年代に日本で進められた、ユダヤ難民の移住計画である。1934年に鮎川義介が提唱した計画に始まるとされ、1938年の五相会議で政府の方針として定まった。実務面では、陸軍大佐安江仙弘、海軍大佐犬塚惟重らが主導した。ヨーロッパでの迫害から逃れたユダヤ人を満洲国に招き入れ、自治区を建設する計画であったが、ユダヤ人迫害を推進するドイツのナチ党との友好を深めるにつれて形骸化し、日独伊三国軍事同盟の締結や日独ともに対外戦争を開始したことによって実現性が無くなり頓挫した。

## 語源
「河豚計画」の名は、1938年7月に行われた犬塚の演説に由来する。ユダヤ人の経済力や政治力を評価した犬塚は、「ユダヤ人の受け入れは日本にとって非常に有益だが、一歩間違えば破滅の引き金ともなりうる」と考えた。犬塚はこの二面性を、美味だが猛毒を持つ河豚に擬えて、「これは河豚を料理するようなものだ」と語った。
のちに、日本通として知られるアメリカ人ラビのマーヴィン・トケイヤーが同計画に関する研究書を執筆した際に、この喩えを借りて『河豚計画（The Fugu Plan）』と題したことから、「河豚計画」と通称する。ただし同書によれば、この語は当時も非公式に使われていたという。

## 概要

### 計画

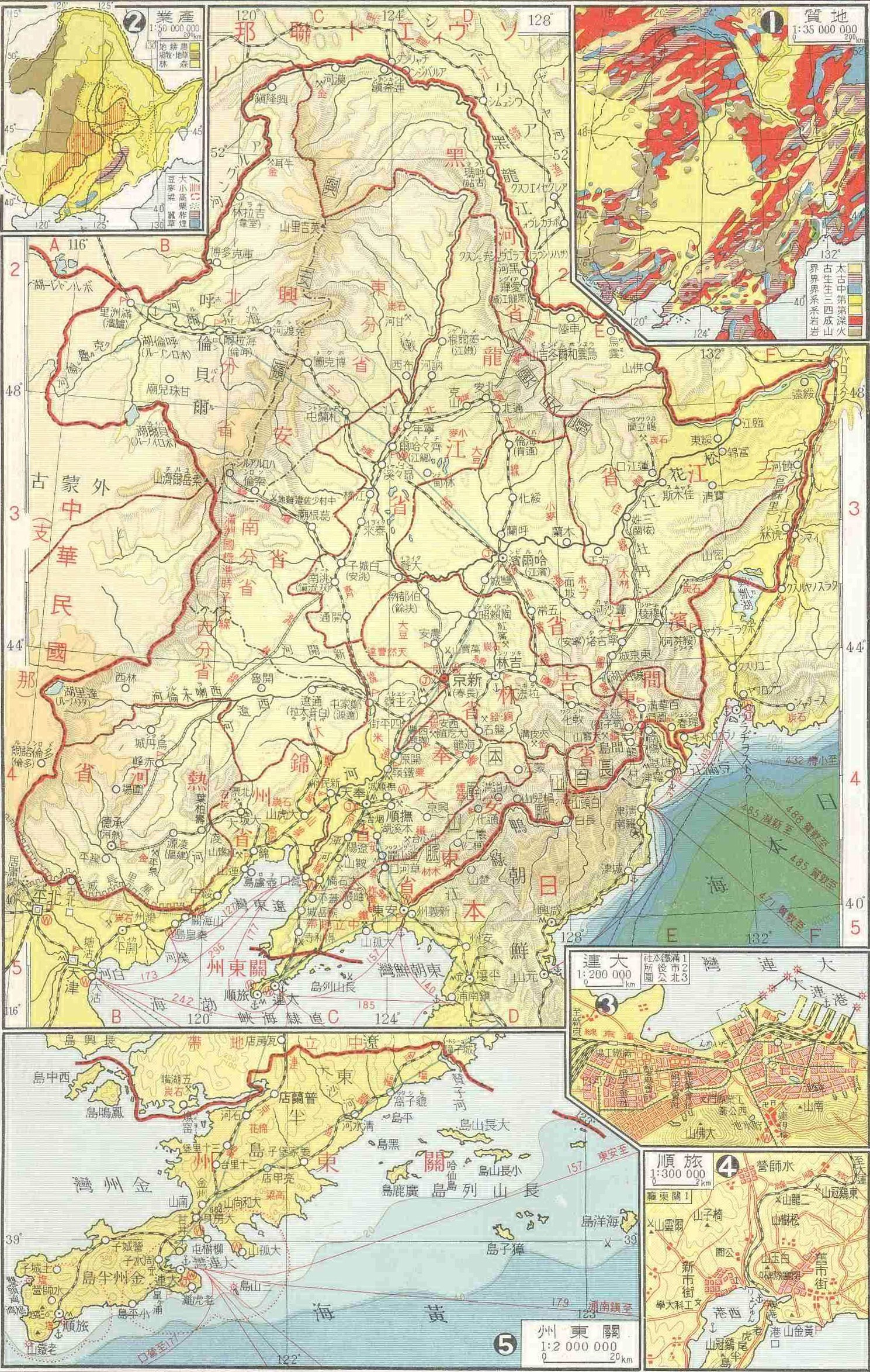
満洲国の地図（1934年）

河豚計画の核心はアメリカ（殊にユダヤ系アメリカ人）を説得することにあった。つまり、ヨーロッパ諸国の数千から数万のユダヤ人に対して、満洲国（あるいは上海）への移住を勧めるようアメリカを説得しようとした。その目的は、ユダヤ人の経済力の恩恵を日本が享受し、日本へも資本を投下させようとしたためである。その背景として、当時すでにユダヤ人がヨーロッパ諸国で迫害を受けるばかりか、ドイツ国内における市民権を否定され公職から追放されるなど深刻な状況下におかれていたことを挙げることができる。実際、ナチス政権下のドイツにおいては、1935年にニュルンベルク法が制定されるに至っていた。
河豚計画は、「在支有力ユダヤ人の利用により米大統領およびその側近の極東政策を帝国に有利に転換させる具体的方策について」という長い表題の付いた計画書である。その中で計画者らは豊富な選択肢を提示した。その選択肢には、ユダヤ人の移住及び投資獲得の方法に関する詳細な計画が含まれていた。1939年6月に編纂されたこの計画書は、同年7月に「ユダヤ資本導入に関する研究と分析」と改題した上で政府に提出され、承認を受けた。
当時、ユダヤ人社会は日本と比較的友好的な関係にあり、また、アメリカは、満洲国建国などで日本との外交的対立が先鋭化してきていた。そこで同計画書において提示されたのは、世界のユダヤ社会とアメリカとの双方の関心を惹く方法であった。すなわち同計画書には、
- アメリカへの代表団を派遣すること
- アメリカのラビを日本に招聘し、ユダヤ教と神道との類似点をラビに紹介すること、および、ユダヤ人とユダヤ教を日本人に紹介すること

などが盛り込まれていた。
同時にこの計画は、アメリカの新聞や映画業界を抱き込むことをも提案していた。計画者らは、当時これらの業界がユダヤ人に支配されていると信じていた。
しかし、実際の記述の大半は移住計画に割かれていた。例えば上海近郊の諸地域や、満洲の多くの箇所が候補として示された。同移住計画は、移民の人口が1万8千人から60万人に及ぶと見積もっていた。しかも、それぞれの想定人口規模に合わせた、学校、病院などのインフラの整備、居留地の面積に関する詳細も示されていた。計画者らの間において、これらの居留地においてユダヤ人に対し、文化・教育面での自治、完全な信教の自由を与えることが合意されていた。
日本の計画者らは、ユダヤ人に過度の自由を与えることを警戒していた一方で、ユダヤ人の好意と経済的恩恵を継続的に享受するためには、ある程度の自由が必要であろうと考えた。
計画者は、この計画を承認するよう要請した。その計画において主張されていたのは、「居留地は一見自治国のように見えるが、ユダヤ人を密かに監視下に置くために統制が必要である」ことであった。計画者は、ユダヤ人が支配権を掌握して、日本の政治経済の主流への道を進むのではないかと懸念したのである。なお、『シオン賢者の議定書（後述）』によれば、諸外国でユダヤ人が支配権の掌握を行った、とされている。
ただし、その計画における居留地への投資と移民の送致は、世界のユダヤ社会任せとされていた。

### 背景
1924年から、酒井勝軍などによるシオニズム支持活動があった。
元来この計画は、日本政府のうちでも少数の者、及び軍当局（彼らは満洲国に住民が定住する必要性を感じ、また同地に対する日本の産業及びインフラの構築を支援することが可能であった）の考えであった。この一派の主な顔触れは、「ユダヤ専門家」として知られる陸軍大佐安江仙弘と海軍大佐犬塚惟重の両名に加え、日産コンツェルンの総帥鮎川義介、及び関東軍のいわゆる「大陸派」（満洲進出を求めた多くの軍閥）であった。
例えば鮎川は1934年、「ドイツ系ユダヤ人五万人の満洲移住計画について」と題する論文を発表した。彼は、5万人のドイツ系ユダヤ人を満洲に受け入れ、同時にユダヤ系アメリカ資本の誘致を行うことにより、満洲の開発を促進させると共に、同地をソ連に対する防壁とする構想を立案した。関東軍の後ろ盾を得た彼は1937年、日本産業を改組して満洲重工業開発を設立。満洲への本格的進出を果たした。

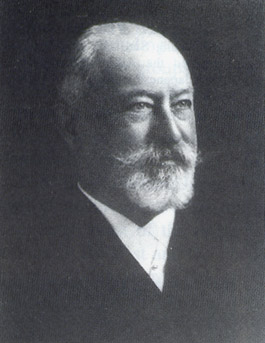
ジェイコブ・シフ。ユダヤの経済力の象徴として政府首脳の脳裏に刻み込まれた

満洲国にユダヤ人を呼び寄せるという彼らの構想は、ユダヤ人が多くの資金や政治権力、及びそれらを獲得する超自然的ともいうべき能力を有するという確信から来ていた。彼らは、ドイツ系ユダヤ人でアメリカ人銀行家のジェイコブ・シフの名を記憶していた。30年前、クーン・ローブ商会を率いるシフが日本政府に提示した巨額の投資があったればこそ、日本は日露戦争に勝利できたのである（戦費の約4割を、日本政府へ協力したシフが調達したといわれる）。
さらに彼らは、『シオン賢者の議定書』の記述を信じた。1897年にスイスのバーゼルで開催された、第1回シオニスト会議の秘密議事録という触れ込みで流布した同書は、「世界の政治経済の支配を目論む、国際的なユダヤ人の陰謀の存在を示す証拠」とされ、偽作の疑いがたびたび出たにも拘らず、世界中に影響を与えた。アルフレート・ローゼンベルクもその1人である。『二十世紀の神話』の著者であり、ドイツの理論的指導者として知られる彼は、1923年に同書の解説本を上梓している。
政府中枢でも、ユダヤ人の経済力や政治力、及びユダヤ人が世界中に四散したことによる国際的情報網を過大評価した者は少なくなかった。彼らは、ドイツやソビエト連邦をはじめとするヨーロッパ諸国で迫害を受けているものの、日本とは比較的友好的関係にあったユダヤ人を救出することで、日本に対する在米ユダヤ人からの確実で永続的な好意を獲得できると考えたのである。

### ユダヤ専門家
1918年に、日本はロシア革命の鎮圧のためシベリア出兵を行い、赤軍と敵対していた白軍を援護した。10万人の兵と9億円の戦費を投入したものの、3千人の死者を出した上に目立った成果もなく、1922年に撤退を余儀なくされる。

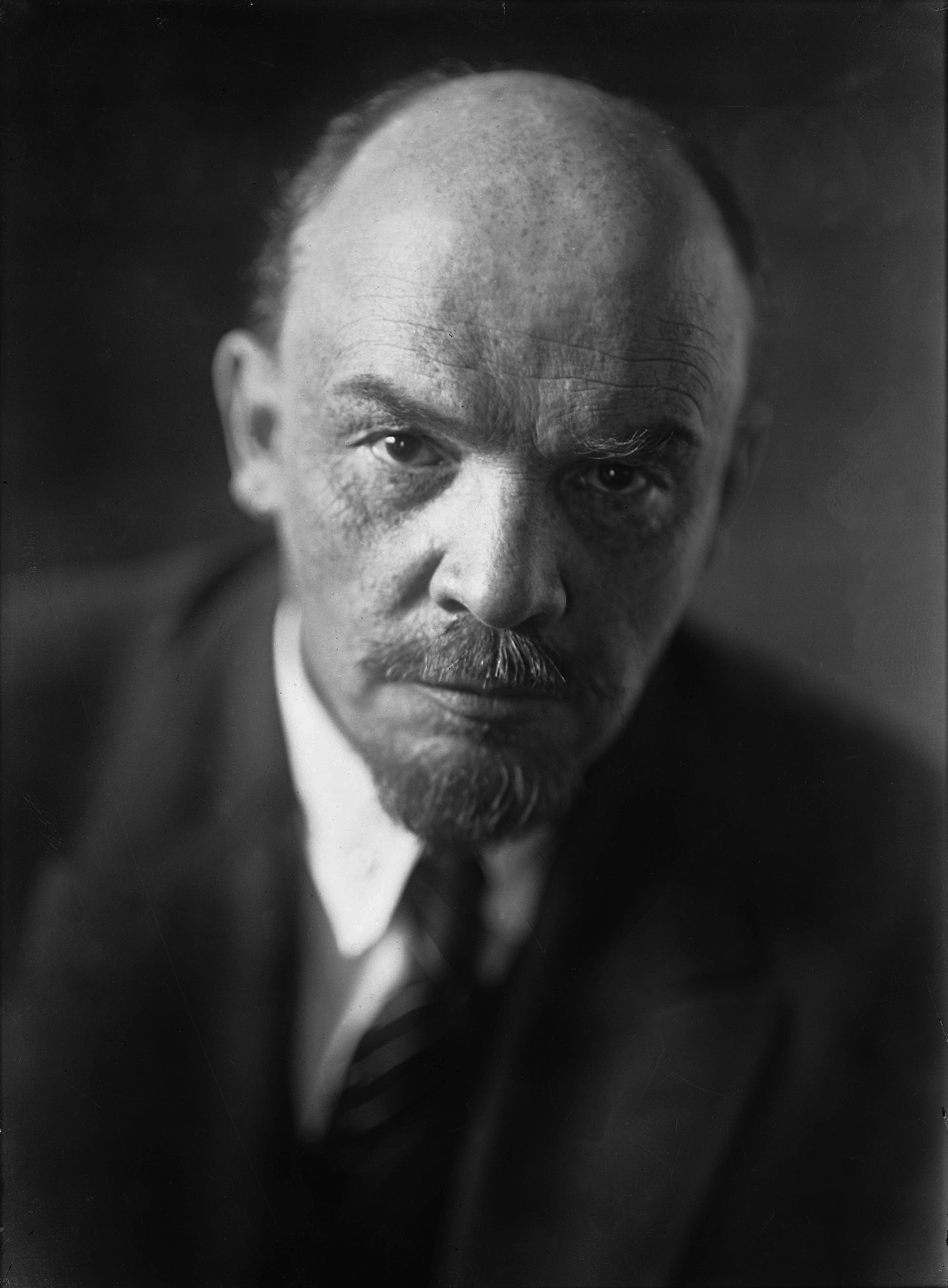
ウラジーミル・レーニン彼の主導したロシア革命は、ユダヤ陰謀論と結び付けられた

この頃、白系ロシア人らの間では、革命はユダヤ人による陰謀であるとの疑惑が広がっていた。レーニンをはじめ、トロツキーやカーメネフ、ジノヴィエフ、スヴェルドロフら多くのユダヤ人、もしくはユダヤ系の人物が革命の主導者として名を連ねていたことが原因とみられる。白軍は『議定書』の写しを兵士に配布し、またシベリアや満洲に逃れた白系ロシア人は、行く先々で反ユダヤ主義思想を喧伝した。こうしてユダヤの情報に接した者の中に、安江と犬塚も含まれていた。
2人はシベリアで『議定書』の存在を知り、ユダヤ陰謀論の洗礼を受けた。1922年に帰還した彼らは、ユダヤ人に関する多くの報告書を書いた。安江は1924年、「包荒子」の筆名で著した『世界革命之裏面』で、『議定書』の全訳を掲載した。また1928年にイギリス委任統治領パレスチナのユダヤ人入植地を訪れ、ハイム・ヴァイツマン（ヘブライ大学創立者）、及びダヴィド・ベン＝グリオン（後のイスラエル初代首相）と会談し、さらにユダヤ人入植者の勤勉さを目の当たりにするに至って、ユダヤ人の力に魅了されるようになった。
2人は外務省に対し、ユダヤ人への関心を持たせることに成功。以後、日本のあらゆる大使館及び領事館の職員は、彼らの駐在する国々のユダヤ社会の動向を外務省に伝え続けることを要求された。膨大な報告書が上げられたが、いずれも「国際的陰謀」の存在を決定的に証明しなかった。
「ユダヤ専門家」はその後、「大陸派」とある程度まで協力した。陸軍大佐板垣征四郎及び陸軍中佐石原莞爾率いる「大陸派」は、日本から開拓者や資本を満洲に誘致しようとしたが、難航した。これが、計画者の胸中に河豚計画の最初の種が蒔かれた瞬間であるとみられる。1931年、満洲事変の直前のことであった。

### シモン・カスペ殺害事件
だがユダヤ専門家にとって不運なことに、1933年8月、満洲の都市ハルビンでユダヤ系ピアニストのシモン・カスペ(Simon Kaspé)の誘拐・殺害事件が発生したのである。この時の日本側の対応が、ハルビン在住のユダヤ人に不信感を抱かせた。彼はロシア系ユダヤ人で大富豪のヨゼフ・カスペ（Josef Kaspe）の息子であった。
シモンは、たまたまハルビンに帰省した際に何者かに誘拐され、同年12月、遺体で発見された。両手の生爪を剥がされ、耳を削がれた上、頭部に銃弾を撃ち込まれるという凄惨なものであった。のちに容疑者としてロシア人の警察官「マルティノフ」、反ソ活動家「シャンダリ」、反ソ思想の「キリチェンコ」、反ソ運動者「ザイエフ」、農民上がりの「コミサレンコ」と「ベズルーチコ」の六名が逮捕された。ヨゼフ・カスペはゲーペーウーに活動資金を提供していると噂されており、祖国愛による犯罪とされた。満洲国警察庁は某方面からの注文によって全員を「情状の余地あり」と評した。関東軍は、裁判で有罪の判決を下した中国人判事を逮捕した。日本人判事による再審の結果、被告らには10年から15年の不定期刑が下されたが、翌週には特赦により釈放されたのである。
1933年10月3日、反ユダヤ主義の新聞ナシ・プーチがロシアファシスト党の機関紙として出版された。1935年に日本総領事森島守人はこのユダヤ人を中傷するこの機関紙を批難した。満洲国政府の要請によって1938年2月1日に一度停止するが、1941年までハルビンで出版されつづけ、その後上海に移動した。
もはや日本の軍部を信頼できなくなったハルビン在住のユダヤ人（当時既にかなりの人数が在住していた）は、事件の2年後には大半が市外に逃れた。彼らの多くは遠く上海へ逃れ、出会った者達に恐怖の体験を語った。軌道に乗ると思われた計画は、大きな壁に直面した。

### 反フリーメーソン
以下は、「比較的公平なる態度を以って研究しつつある一ロシア人の報告による」とされる。
1928年4月5日、フリーメイソンのスンガリー(松花江)会場が設立された。これは暫く存在が隠れていたが、1929年夏にロシアのファシストシンジカリスト党が、この会の存在を暴露し宣伝した。ユダヤ系ロシア紙は「フリーメーソンは有害・危険なものではない」として反論した。
1930年、ユーゴスラビアのベオグラード市で発行された『「メーソン」の特質と其の行動』というフリーメーソンの有害さ・危険さを強調した書籍が、輸入されてきた。ユダヤ人はこれを買い占めて撲滅に至らしめたという。
その後、白系ロシア人によって1931年に成立したロシアファシスト党がドイツファシストの反ユダヤ政策を真似し、反メーソンな新聞広告や公開討究会等を行うが、その他の反メーソン運動は日が経つにつれ大分下火になったという。

### 極東ユダヤ人大会
1937年に、安江はハルビンで現地のユダヤ人指導者のアブラハム・カウフマン（Abraham Kaufman）らと会談し、「日本人は改心した」と彼らに確信させた。同年12月26日、第1回極東ユダヤ人大会がヨゼフ・カスペ所有のモデルン・ホテルで開かれた。関東軍の認可の下、3日間の予定で開催された同大会に、陸軍は「ユダヤ専門家」の安江をはじめ、当時ハルビン陸軍特務機関長を務めていた陸軍少将樋口季一郎らを派遣した。
この席で樋口は、前年に日独防共協定を締結したばかりの同盟国であるドイツの反ユダヤ政策を激しく批判する祝辞を行い、列席したユダヤ人らの喝采を浴びた。これを知ったドイツ外相のヨアヒム・フォン・リッベントロップは、駐日ドイツ特命全権大使を通じてすぐさま抗議したが、上司に当たる関東軍参謀長東條英機が樋口を擁護し、ドイツ側もそれ以上の強硬な態度に出なかったため、事無きを得た。
翌1938年1月、関東軍は「現下ニ於ケル対猶太民族施策要領」を策定し、世界各地のユダヤ民族を「八紘一宇の我が大精神に抱擁統合する」という大目標を定めた。またハルビンでは、ユダヤ人自治区を建設する構想について議論するため、第2回、第3回極東ユダヤ人大会が開催された。

### 猶太人対策要綱
日本政府が対ユダヤ政策に関する一応の指針を定めたのは、1938年12月に開催された五相会議（首相、蔵相、外相、陸相、海相による会議で、昭和初期における最高意思決定機関。1933年に初開催）においてである。首相近衛文麿、蔵相兼商工相池田成彬、外相有田八郎、陸相板垣征四郎、及び海相米内光政の5人は、「ユダヤ専門家」の計画について論議した。
大臣らは重大な二者択一を迫られた。日独防共協定がイタリアを入れた日独伊防共協定に拡大するなど、日独関係は年々緊密になっていたため、ユダヤ人を助けるために何でもするとなれば、関係を危うくするであろう。だが、11月に発生した「水晶の夜」に憤激したアメリカを中心とした世界のユダヤ人によるドイツ製品のボイコットは、ユダヤ人の経済力及び世界的な結束の証左と思われた。また、日本がユダヤ人の支持を得たいのならば、これは絶好の機会であった。なぜなら多くのユダヤ人がヨーロッパから逃れており、亡命先を求めていたからである。内閣は多数決ではなく全会一致によって運営されていたが、同会議は深夜に至っても紛糾したままであった。
だが最終的に、合意らしきものは得られた。「猶太人対策要綱」と題するこの合意文書は、ドイツやイタリアとの関係を尊重しつつも、ユダヤ人排斥は人種平等の精神に合致しないとして、以下の3点を方針として定めた。
1. 現在日、満、支に居住する猶太人に対しては他国人と同様公正に取扱い、之を特別に排斥するが如き処置に出ずることなし
2. 新に日、満、支に渡来する猶太人に対しては一般に外国人入国取締規則の範囲内に於て公正に処置す
3. 猶太人を積極的に日、満、支に招致するが如きは之を避く、但し資本家、技術家の如き特に利用価値のあるものはこの限りにあらず

（旧字体や片仮名、旧仮名遣いを修正して表記）
3点目に示されている通り、この方針は純然たる人道的政策ではなく、あくまで日本や満洲国の権益に資することを目的とした、政治的リアリズムに基づくものであった。この頃、対米関係の悪化を背景とした物資不足と技術革新の遅滞により、満洲国経済は先細りつつあった。これを打破するための切り札として、ユダヤ資本の導入を図ったのである。
こうして政府は計画の進行を許可したが、1936年に日独防共協定（翌年、日独伊三国防共協定に発展）を締結していたことから、ドイツとの関係を危うくする行為は行わなかった。また要綱の2か月前に発せられた近衛外務大臣訓令「米三 機密 合 第1447号」（件名: 猶太避難民ノ入国ニ関スル件、1938年10月7日付）によると、外務・内務・陸海軍の係官21名の協議「回教及びユダヤ問題委員会」幹事会（犬塚大佐出席、安江大佐欠席）は、日本へのユダヤ避難民の許容は独伊によるユダヤ排斥などの大局上好ましくないという意見で一致し、幹事会協議に基づく本訓令は外国人入国令（猶太人対策要綱における外国人入国取締規則とは異なる）に即するものとしてユダヤ避難民の扱いが指示されている。「猶太人対策要綱」制定の翌日12月7日、外務省は在外各公館長に要綱の内容に関する有田八郎外務大臣訓令「暗 合 第3544号」（件名: 猶太避難民ニ関スル件）を発し、「猶太人対策要綱」と「米三 機密 合 第1447号」が同一の趣旨であると伝えている。

### 誤算
以後数年間、計画者だけでなく、ユダヤ社会のメンバーらも含めた会合が頻繁に行われた。しかし計画は、如何なる公的・組織的手段によっても、軌道に乗らなかった。1939年には、ユダヤ共同体による支援の分散を懸念した上海のユダヤ人が、上海へのユダヤ難民流入をこれ以上許可しないよう要求した。
極東ユダヤ人会議議長となっていたカウフマンは記者を通じ、日本への警戒心を緩めるようアメリカ社会に説いたが、フランクリン・ルーズベルト大統領の側近で世界ユダヤ人会議議長のスティーヴン・サミュエル・ワイズは、「ユダヤ・日本間の如何なる協力も非愛国的行為だ」とする強い見解を示した（アメリカが日本に対して行った通商停止措置に違背するため）。1940年には、在米ユダヤ人の有力者との間にパイプを持つ田村光三（ユダヤ系学生の多いMIT卒で東洋製缶ニューヨーク出張所職員）が移住構想を進言したが、にべもなく断られている。

### 挫折
1939年に、ソ連がドイツと独ソ不可侵条約を締結したことにより、ヨーロッパのユダヤ人をソ連経由で日本へ移送する計画に暗雲が立ちこめた。同年9月、第二次世界大戦の発端となるドイツのポーランド侵攻が始まった。同国のユダヤ人は亡命を余儀なくされ、その一部は隣国リトアニアへ逃れた。だが、翌1940年7月から8月にかけ、ソ連はリトアニアを含むバルト三国を次々に併合した。これによりヨーロッパのユダヤ人が脱出する可能性はほぼ断たれた。
1940年(昭和15年)9月には、日本政府は日独伊三国防共協定をさらに発展させ、ドイツとイタリアと日独伊三国軍事同盟を締結した。その翌日、東条は安江の大連特務機関長職を剥奪し予備役に編入した。また、同年12月の開催を予定していた第4回極東ユダヤ人大会を中止させた。

### 終焉とユダヤ人保護の継続
だが日本政府は、主要都市や軍港、商港の近くに多数のユダヤ人難民を抱えることを不安視するようになった。1941年8月には、神戸のユダヤ人を上海へ再配置することを決定した。同地に留まることを認められたのは、難民到着以前に神戸に居住していた人々だけとされた。なお、同年6月にドイツが不可侵条約を破棄し、ソ連に宣戦布告した（独ソ戦）ことを受け、ウラジオストク - 敦賀間の船便は運航を終了している。
1941年12月には真珠湾攻撃、マレー作戦により太平洋戦争（大東亜戦争）が勃発。アメリカと交戦状態に入ったことにより、アメリカのユダヤ資本導入の道は閉ざされた。こうした内外の情勢の変化によって本計画は実質的に破綻した。大東亜戦争開戦後、日本は上海全域を占領した。ユダヤ系アメリカ人からの資金援助及び全ての連絡は、英米対敵通商法（Anglo-American Trading with the Enemy Act）によって事実上途絶した。上海におけるユダヤ難民への連絡と援助に関するアメリカ財務省の規制は、法的には相当緩いものであったものの、アメリカのユダヤ人組織は強い愛国心を示し、反逆活動の切っ掛けを与えぬよう主張した。1942年に日本政府は、既に有名無実となっていた支援を完全に中止して、五相会議決定「猶太人対策要綱」を公式に無効にした。
1942年3月11日、日本政府はユダヤ保護方針を転換し「元来猶太人は悪い奴故今後之を厳重に取締らんとする趣旨」の「時局に伴ふ猶太人対策」を決定した。そこには「日満支其の他我が占領地に対する猶太人の渡来は特殊の事由あるものを除き一切之を禁止す」とあった。
しかし日本政府は1942年3月30日には「ドイツが海外在住ユダヤ人からドイツ国籍を剥奪したが、日本が特に（ドイツとの）関係を考慮する必要はない」とし、慎重に対応すべきとの認識を表明。さらに日本政府は「ユダヤ人を追放することは国是たる八紘一宇の精神に反するばかりか米英の逆宣伝に使われる恐れもある」とし、独伊の排ユダヤ政策と一線を画す考えを示した。
その上で「ユダヤ人は外国籍保有者と同様に扱い、ドイツ国籍を持つユダヤ人は白系ロシア人と同様に無国籍者として取り扱う」とし、ユダヤ人に寛容な保護の継続を指示していた。

### その後終戦まで
駐日ドイツ大使館付警察武官として1941年5月に東京に赴任した「ワルシャワの虐殺者」と呼ばれる親衛隊大佐ヨーゼフ・マイジンガー (Josef Meisinger) は、1942年6月に、ハインリヒ・ヒムラーの命を帯びて上海に赴いた。マイジンガーは大日本帝国政府に対し、上海におけるユダヤ難民の「処理」を迫り、以下の3案を提示した。
1. 黄浦江にある廃船にユダヤ人を詰め込み、東シナ海に流した上、撃沈する
2. 岩塩鉱で強制労働に従事させる
3. 長江河口に収容所を建設し、ユダヤ人を収容して生体実験の材料とする

要するに、マイジンガーはヒトラー及びヒムラーのユダヤ人大虐殺計画をアジアへ持ち込もうとしたのである。この案は日本政府に伝えられたが、日本政府はこのような提案を拒絶した。
両国のやり取りはその後も継続されたが、結局マイジンガーの提案は、いわゆる「上海ゲットー」を形成しユダヤ人をそこに隔離する、という妥協案のみに留まった。上海のユダヤ人は日本政府の指示により特定の地区に居住することを強いられ、そこから出ることを禁じられ、つまりは日本軍政下において保護された。以後終戦までの間、日本の保護の下ではあったが、生命の危機からは保護された。しかし多くの上海市民同様に、戦時下であることでユダヤ人達は食糧難にあえいだ。また市内の破壊を目論むアメリカをはじめとする連合国軍の航空機によって、終戦のわずか数か月前に「ゲットー」は爆撃を受けた。ゲットーによる保護は1945年8月の大日本帝国の降伏により終焉を迎えた。

## 意義
律法研究における中心地の1つであり、唯一ホロコーストを切り抜けたヨーロッパのイェシーバーであるミール・イェシーバーの面々は、リトアニア在カウナス領事館杉原千畝副領事のビザによって壊滅を免れた。

## 年表
- 1897年 第1回シオニスト会議開催
- 1918年 シベリア出兵（ - 1922年6月）
- 1924年 安江仙弘、『世界革命之裏面』を執筆
- 1926年 安江仙弘、外務省に出向
- 1928年 安江仙弘、イギリス委任統治領パレスチナを訪問
- 1931年9月18日 柳条湖事件発生。満洲事変勃発
- 1932年3月1日 満洲国建国。元清朝皇帝・愛新覚羅溥儀、執政に就任
- 1933年8月31日 シモン・カスペ誘拐事件発生。12月3日、遺体で発見
- 1934年 鮎川義介、「ドイツ系ユダヤ人五万人の満洲移住計画について」を発表
- 1934年3月1日 愛新覚羅溥儀、満洲国皇帝に即位
- 1934年8月19日 アドルフ・ヒトラー、ドイツ総統に就任
- 1936年11月25日 日独防共協定締結
- 1937年11月6日 日独伊三国防共協定締結
- 1937年12月26日 ハルビンで第1回極東ユダヤ人大会開催
- 1938年1月 安江仙弘、大連特務機関長に就任
- 1938年1月21日 関東軍、「現下ニ於ケル対猶太民族施策要領」を策定
- 1938年3月8日 満洲・ソ連国境のオトポールで、ユダヤ難民が満洲国への入国を拒否され孤立。陸軍少将樋口季一郎、救出に尽力（オトポール事件）
- 1938年4月 外務省、「回教及猶太問題委員会」設置
- 1938年12月5日 五相会議開催。翌6日、「猶太人対策要綱」を議決
- 1938年末 ハルビンで第2回極東ユダヤ人大会開催
- 1939年6月 計画書「在支有力ユダヤ人の利用により米大統領およびその側近の極東政策を帝国に有利に転換させる具体的方策について」策定
- 1939年6月 駐ベルリン満洲国公使館書記官王替夫、ユダヤ難民らにビザ発給開始、1940年5月まで、発給ビザ12000通以上[7][8][9]。
- 1939年7月7日 計画書「ユダヤ資本導入に関する研究と分析」（6月策定の計画書を改題）、政府に提出
- 1939年8月 上海市当局、新規難民の流入の制限開始
- 1939年9月1日 ドイツ軍、ポーランドに侵攻。第二次世界大戦勃発
- 1939年10月 安江仙弘、「猶太避難民収容地区の為の所要面積推定」の作成を満鉄調査部に指示
- 1939年末 ハルビンで第3回極東ユダヤ人大会開催
- 1940年7月22日 松岡洋右、外相に就任
- 1940年7月 リトアニア領事代理杉原千畝、亡命ユダヤ人らへ日本通過ビザ発給（9月5日まで）、2000通以上発給（約1500通ユダヤ系）[10]、およそ6000人救う。
- 1940年8月3日 ソ連、リトアニアを併合
- 1940年9月27日 日独伊三国軍事同盟締結
- 1940年9月28日 陸相東条英機、安江を大連特務機関長から解任
- 1941年8月 ユダヤ難民の上海移住開始
- 1941年12月8日 日本軍、英米に宣戦布告。太平洋戦争勃発
- 1942年1月19日 陸軍次官通達「時局ニ伴フ猶太人ノ取扱ニ関スル件」
- 1942年3月14日 1月19日付通達、及び「猶太人対策要綱」の廃止を決定

## 関連書籍
- M・トケイヤー、M・シュオーツ『河豚計画』 加藤明彦 訳、日本ブリタニカ、1979年（ISBNコードなし）
- 『大日本帝国の戦争1 満州国の幻影 1931-1936 幻のユダヤ人自治区計画』 毎日新聞社（毎日ムック：シリーズ20世紀の記憶）、1999年、ISBN 4620791245
- 安江弘夫『大連特務機関と幻のユダヤ国家』 八幡書店、1989年、ISBN 4893503146 * 著者は安江仙弘の長男
- 秦郁彦「河豚プランと日本」（『昭和史の謎を追う（上巻）』 文藝春秋（文春文庫）、1999年、ISBN 4167453045 に所収）
- ゴルゴ13 「河豚の季節（とき）」（SPコミックス第57巻）：河豚計画を題材にした作品。